# Sven Afhüppe

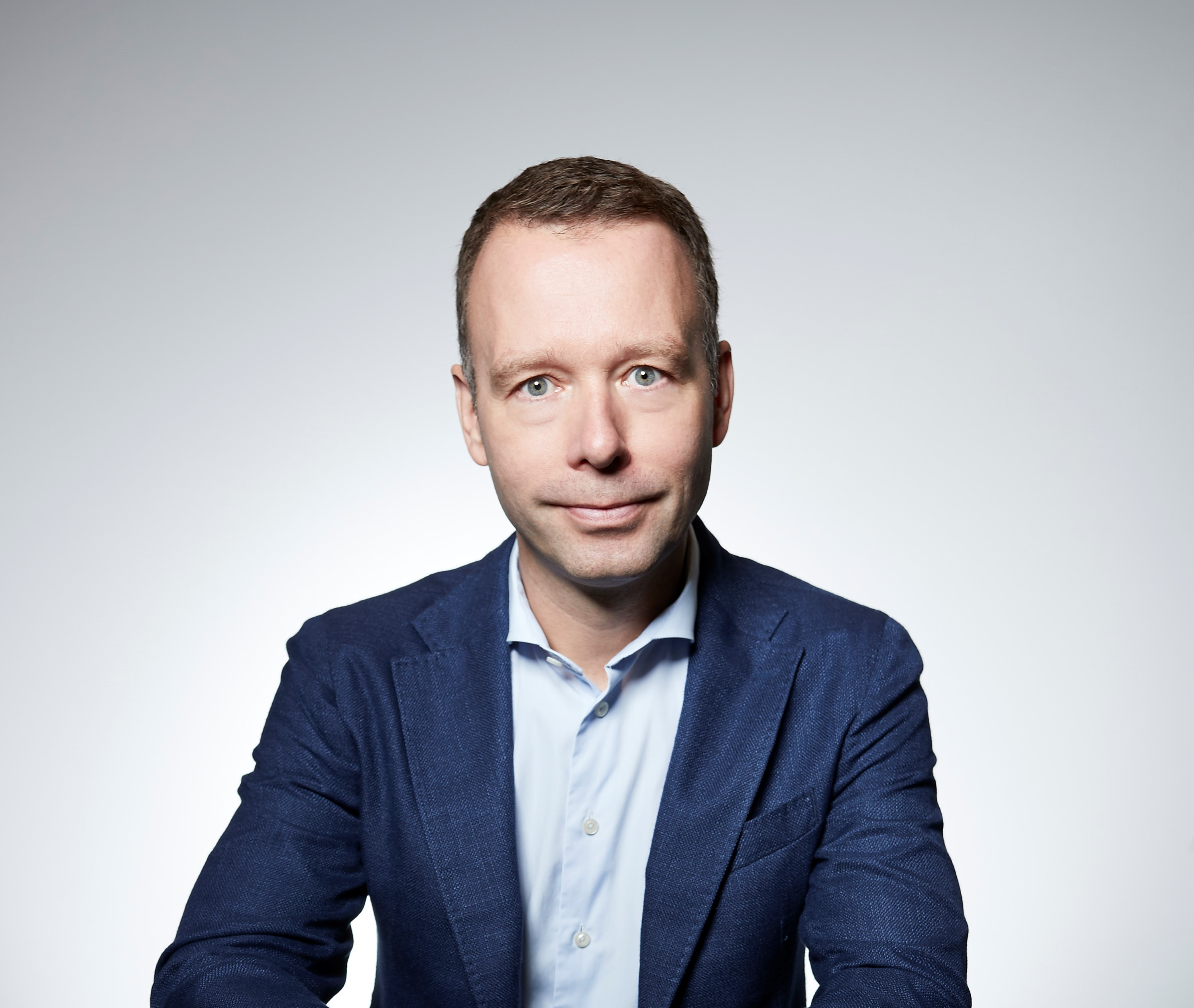
Sven Afhüppe als Handelsblatt-Chefredakteur im Juli 2018.

Sven Afhüppe (* 3. Oktober 1971 in Emsdetten) ist ein deutscher Journalist und Lobbyist. Er war von 2015 bis 2020 Chefredakteur der Wirtschafts- und Finanzzeitung Handelsblatt und danach bis Ende 2023 Leiter für politische Angelegenheiten bei der Deutschen Bank.

## Leben
Afhüppe studierte Volkswirtschaftslehre an der Universität Münster und erhielt 1994 ein Stipendium des Instituts zur Förderung publizistischen Nachwuchses für eine studienbegleitende Journalistenausbildung in München. Im Jahr 1997 schloss er sein Studium in Münster als Diplom-Volkswirt ab. Im Anschluss absolvierte er die Georg von Holtzbrinck-Schule für Wirtschaftsjournalisten, die er im Jahr 1999 abschloss.

## Beruf
Seine journalistische Tätigkeit begann Afhüppe im Jahr 1999 als Redakteur bei der WirtschaftsWoche in Düsseldorf. Für das Wirtschaftsmagazin wechselte er Anfang 2000 als Hauptstadtkorrespondent nach Berlin. Ab 2004 war er in gleicher Position beim Nachrichtenmagazin Der Spiegel tätig, bevor er im Jahr 2006 ins Berliner Büro des Handelsblatts wechselte. Dort war er zunächst wirtschaftspolitischer Korrespondent, bevor er im Jahr 2008 die stellvertretende Leitung der Parlamentsredaktion übernahm. Im Oktober 2011 wechselte er als stellvertretender Chefredakteur des Handelsblatts nach Düsseldorf. Es folgte im Januar 2015 die Berufung zum Chefredakteur, die er gemeinsam mit Hans-Jürgen Jakobs als Doppelspitze führte. Ab Januar 2016 war er alleiniger Chefredakteur des Handelsblatts. Ende Dezember 2020 verließ er das Handelsblatt.
Von März 2021 bis Dezember 2023 betrieb Afhüppe als Leiter für politische Angelegenheiten von Berlin aus internationale Lobbyarbeit für die Deutsche Bank. Seit dem 1. November 2024 ist er Leiter der Abteilung Unternehmenskommunikation und Öffentlichkeitsarbeit der Bank N26.
Neben seiner publizistischen Tätigkeit moderiert er zudem Konferenzen und Branchen-Events, wie etwa den Deutschen Arbeitgebertag, Banken im Umbruch, Auto-Gipfel oder den Zukunftskongress Pathfinder. Darüber hinaus ist er regelmäßig als Wirtschafts- und Finanzexperte im Fernsehen und Rundfunk vertreten, u. a. im Presseclub, ZDF-Morgenmagazin und Aktuelle Stunde.

### Tätigkeit beim Handelsblatt
Im Zuge der Berichterstattung über den ehemaligen Bild-Chefredakteur Julian Reichelt im Oktober 2021 wurde bekannt, dass das Handelsblatt bereits 2018 über die „Vermischung geschäftlicher und privater Interessen“ berichten wollte. Reichelt habe damals bei Afhüppe angerufen und interveniert. Afhüppe habe daraufhin entschieden, den Artikel nicht zu veröffentlichen.
In seiner Zeit als Chefredakteur wurden die Bereiche Print, Online und Digital zu einer integrierten Redaktion verschmolzen, der Handelsblatt Wirtschaftsclub gegründet und der Bereich des Live-Journalismus etabliert. 2016 organisierte er u. a. in London zum Brexit-Referendum und in Washington zur US-Wahl zwei temporäre Redaktions-Camps, um über die Ereignisse live vor Ort zu berichten.
Zudem wurde im September 2015 unter seiner Ägide die Flüchtlings-Sonderausgabe „Wer seid ihr?“ entwickelt, mit der das Handelsblatt mehr als 40 Flüchtlingen aus 15 Ländern in Deutschland eine Stimme gegeben hat und die den Theodor-Wolff-Preis in der Kategorie „Thema des Jahres“ erhielt.
Ebenfalls unter seiner Leitung wurde das Handelsblatt im Rahmen des European Newspaper Award als „beste Zeitung Europas“ ausgezeichnet.

## Sonstiges
Afhüppe ist Jury-Mitglied beim Deutschen Kulturförderpreis, einer Auszeichnung des Kulturkreises der deutschen Wirtschaft. Seit Januar 2011 ist er Mitglied der Atlantik-Brücke. Im Jahr 2001 absolvierte er die Sommerakademie der Bertelsmann-Stiftung für Wirtschaftsjournalisten in Köln, San Francisco, New York und London. Sven Afhüppe ist Mitherausgeber des Buchs „Europa kann es besser“ (2019).